# لورن هاینز
لورن هاینز (انگلیسی: Lauren Haynes؛ زادهٔ ۱۵ سپتامبر ۱۹۹۵) بازیکن فوتبال اهل انگلستان است که در پست هافبک برای سیون سویفتز لیدیز بازی می‌کند.
وی همچنین در تیم ملی فوتبال زیر ۱۷ سال زنان انگلستان بازی کرده است.